# マルキア (ブリテン王)
1. 転送 マルキア (ブリテン王妃)